# Giulio Augusto Levi
Giulio Augusto Levi (Torino, 23 novembre 1879 – Gallarate, 12 settembre 1951) è stato un italianista e critico letterario italiano, uno dei massimi studiosi dell'opera di Giacomo Leopardi.

## Biografia
Nato a Torino, si diplomò al Regio Liceo classico Massimo d'Azeglio nel luglio 1898. Iscrittosi all'Università di Torino, conseguì la laurea in Storia nel 1903; più avanti conseguì anche la laurea in Filosofia. L'anno successivo alla prima laurea intraprese la professione di insegnante, che esercitò per più di trent'anni (1904-1938): le leggi razziali fasciste lo costrinsero, in quanto ebreo, a lasciare l'incarico di professore che allora ricopriva presso il Liceo classico statale Galileo di Firenze. Poté tornare a insegnare solo nel 1944: divenne poi professore di Storia della Letteratura italiana presso l'Università di Firenze. Collaborò con la Regia Accademia delle Scienze di Torino e si occupò di filosofia dell'arte e critica estetica (trattate estesamente in Studi estetici), scrisse per La Critica, Nuovi Doveri, Giornale Storico della Letteratura Italiana, La Cultura e La Voce. Scrisse per Studium, Vita cristiana e L'Osservatore Romano firmandosi con lo pseudonimo «Christophilus»; un altro dei suoi nom de plume fu «Giulio Augusti», che usò per Studium e Azione Fucina. Le sue numerose collaborazioni con riviste e case editrici lo portarono a pubblicare studi su Boccaccio, Dante, Vittorio Alfieri, Petrarca, Virgilio e altri autori classici della letteratura italiana e greca.

## Opere

### Curatele
- Giacomo Leopardi, Scelta di Operette, Pensieri e Lettere, Firenze, La Nuova Italia, 1932
- Antologia omerica. Odissea, Firenze, La Nuova Italia, 1935
- Da Dante al Machiavelli, Firenze, La Nuova Italia, 1935
- Dall'Alfieri a noi, Firenze, La Nuova Italia, 1935
- Publio Virgilio Marone, L'Eneide, Napoli, Perrella, 1936
- La vita di Benvenuto Cellini, Torino, SEI, 1936
- Giovanni Boccaccio, Novelle e Opere minori, Torino, SEI, 1937
- Publio Virgilio Marone, Il libro II dell'Eneide, Firenze, Le Monnier, 1938

### Saggi
- Studi estetici, 1907
- Storia del pensiero di Giacomo Leopardi, Torino, Bocca, 1911 (poi, con introduzione di Arnaldo Di Benedetto, Bologna, Boni, 1987).
- Il Comico, 1913
- Breve storia dell'estetica e del gusto, Milano, Vallardi, 1924
- Giacomo Leopardi, Messina, Principato, 1931